# Arnaldo Mendes Norton de Matos

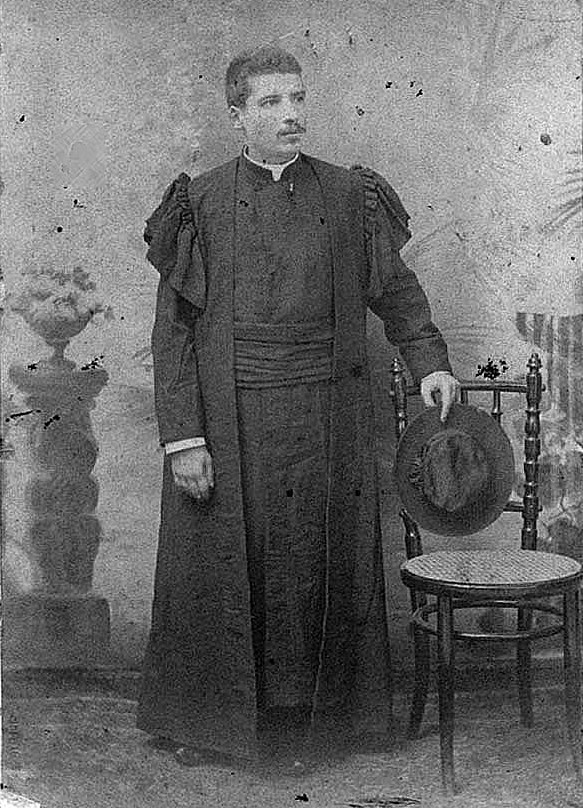
Fotografia tirada em Aden, a caminho de Goa, em Abril de 1890

Arnaldo Mendes Norton de Matos (Ponte de Lima, 11 de Fevereiro de 1863 — Lisboa, 17 de Dezembro de 1923) foi um magistrado judicial com uma longa carreira no Ultramar nomeadamente como Procurador da Coroa e Fazenda em Goa.  Posteriormente foi professor de Direito, presidente do Tribunal da Relação de Lisboa, juiz conselheiro do Supremo Tribunal de Justiça e reitor da Universidade de Coimbra (1916-1918). Foi irmão do general José Maria Norton de Matos e cunhado do escritor Eugénio de Castro.

## Biografia
Nasceu no seio de uma família ligada à aristocracia do Alto Minho. Em 1866 formou-se em Direito pela Universidade de Coimbra, ingressando no quadro ultramarino da magistratura.
Em 1894 foi nomeado juiz na ilha de São Tomé, sendo no ano seguinte transferido para o lugar de procurador da Coroa e Fazenda junto do Tribunal da Relação de Goa. Em 1901 foi nomeado juiz na Comarca do Barlavento, Cabo Verde.
Em 1905 foi nomeado juiz no Tribunal da Relação de Moçambique, sendo transferido para a o Tribunal da Relação de Goa no ano seguinte.
A partir de 1911 passou a integrar, como vogal, a secção judicial do Conselho Colonial.
No período de 1916 a 1918 exerceu o cargo de reitor da Universidade de Coimbra, embora não fosse dela professor.
Por decreto de 19 de julho de 1919 foi nomeado presidente do Tribunal da Relação de Lisboa, tomando posse nesse mesmo dia.
Em 1922 foi nomeado juiz conselheiro do Supremo Tribunal de Justiça, cargo que exercia quando faleceu.
É autor de diversos relatórios sobre o funcionamento da justiça nas Colónias Portuguesas. Por iniciativa do Governador General Joaquim José Machado foram publicados os seus pareceres como Procurador da Coroa e Fazenda.